# Peter Zakowski
Peter Zakowski (* 13. Mai 1966) ist ein deutscher Rennfahrer und, als Nachfolger seines 2023 verstorbenen Vaters Erich Zakowski, Besitzer des Rennstalls Zakspeed. Sein Wohnsitz ist Burgbrohl in Rheinland-Pfalz.

## Anfänge im Motorsport
Peter Zakowski war seit seiner Kindheit mit dem Rennsport verbunden: mit Vater Erich Zakowski reiste er bereits im kindlichen Alter zu vielen Rennveranstaltungen. Schon damals wollte er Rennfahrer werden.
Nach Beendigung der Schulzeit im Internat mit Mittlerer Reife absolvierte Peter Zakowski eine Ausbildung zum Kfz-Mechaniker im elterlichen Betrieb. Dies ermöglichte ihm, sich parallel zur schulischen und beruflichen Ausbildung bereits mit 14 Jahren professionell dem Motorsport zu widmen. Auf den Sieg der Kart-Europameisterschaft 1982 folgte 1983 der Sieg der US Thunderbird Championship in den USA.
Anschließend bekam er die Gelegenheit, ein mehrmonatiges Praktikum bei Cosworth in England zu machen, wo ihm nicht nur ein Einblick in die kaufmännischen Abläufe, sondern auch in sämtliche technischen Bereiche gewährt wurde. Auf dieses Praktikum folgte ein weiteres bei Ford USA in der Abteilung SVO (special vehicle operation) mit den gleichen Schwerpunkten. 1984 wechselte Zakowski von Ford USA zu Jack Roush, wo er bis 1986 einer operativen Tätigkeit im Rennteam nachging. Aus dieser Tätigkeit erwuchs eine enge Freundschaft, die bis heute besteht.

## Laufbahn
Seine ersten Erfolge feierte Zakowski im Kartsport. Dort wurde er 1980 Europameister und wechselte daraufhin in die Formel Ford. 1986 bis 1990 Formel 3 und 1990 bis 1991 Formel 3000 waren seine letzten fahrerischen Abstecher in den Formelsport. 1991 wechselte Zakowski in die DTM und fuhr dort für das Privatteam Unitron einen BMW M3. In 21 Rennen erzielte er vier Punkte und belegte Platz 24 in der Gesamtwertung. In diesem Jahr gewann er auch den ITR-Cup.
1997 gewann Zakowski zum ersten Mal das 24-Stunden-Rennen auf dem Nürburgring, in diesem Rennen noch auf BMW M3 des Teams Scheid Motorsport. 1999, 2001 und 2002 wiederholte er den Triumph und gewann auf Zakspeed Viper. 2000 wurde er hier Zweiter, 2005 Dritter.

## Formel- und Tourenwagenmotorsport
Peter Zakowski wechselte 1983 vom Kartsport in die Formel Ford 2000. Nach nur zwei Jahren erhielt er einen der begehrten VW-Werksfahrer-Verträge und fuhr als bester Nachwuchspilot bis 1987 für die Wolfsburger. 1989 gründete er sein eigenes Formel-3-Team und errang als erster einen Honda-Sieg in Deutschland. Mit dem Wechsel vom Formel- in den Tourenwagensport gewann Zakowski auf Anhieb die ITR Cup Meisterschaft und rundete damit erfolgreich seine Karriere ab.

## Zakspeed
Im Saisonwechsel von 1990 auf 1991 beschloss Vater Erich Zakowski sich zur Ruhe zu setzen und begann mit der Einarbeitung seines Sohnes Peter in den Rennstall Zakspeed. 1993 übernahm Peter Zakowski das Unternehmen und bezahlte seine Familie aus.
Die erste Entscheidung war gleich der Ausstieg aus dem Formel-1-Engagement, da es in dieser Klasse für ihn keine positive Perspektive in Deutschland gab. Da die Saison-Einschreibung bereits erfolgt war, waren außervertragsmäßige Ausstiegsverhandlungen mit Bernie Ecclestone nötig. Die Sympathie Ecclestone’s für das erste deutsche Privatteam hielt an, sodass Peter wie Erich Zakowski gern gesehene Gäste in der Formel 1 sind.
Dank des Wachstums in den folgenden Jahren trennte Peter Zakowski unter seiner Leitung die Technik-, Motorsport- und Handelsgeschäfte voneinander. Insbesondere die Carbon-Produktion unter der Firmierung Nitec machte sich durch Innovationen einen so starken Namen, dass selbst Konkurrenten aus dem Motorsport ihre Fahrzeuge und Teile bei ZAK fertigen ließen. Nach einem persönlichen Schicksalsschlag im Jahr 2001 verkaufte Peter Zakowski die Nitec Engineering einschließlich der Produktionskapazitäten an ein großes deutsches Rüstungsunternehmen sowie einen deutschen Automotive/Engineering-Dienstleister.

## Nürburgring Nordschleife
Parallel zu den geschäftlichen Aktivitäten engagierte sich Zakowski seit 1995 als Rennfahrer auf der Nordschleife des Nürburgrings, zunächst mit einem Mercedes 190 EVO und danach mit der legendären Zakspeed-Viper. Neben vier Gesamtsiegen im 24-h-Rennens auf der Nordschleife erzielte er bis 2004 zusätzlich 22 Gesamtsiege in der Langstreckenmeisterschaft VLN.

## Schwierigkeiten
Im September 2006 meldete Peter Zakowski beim Insolvenzgericht Bitburg (Eifel) Privatinsolvenz an. Der für 2007 geplante Einsatz von drei Mosler MT900 in der GT3-Kategorie scheiterte an einer fehlenden Homologation durch die FIA. In der Folgezeit verließ auch Team-Manager Andreas Leberle den Zakspeed-Rennstall.

## Zakspeed Rennfahrerschule
Zur Förderung des Nachwuchses gründete Peter Zakowski 1990 die erste deutsche Rennfahrerschule, aus der namhafte Fahrer hervorgingen. 2008 ging diese Rennfahrerschule im Rahmen des Neubaus am Nürburgring in der Nürburgring Adventure auf.

## Heute
Stand September 2011 leitete Peter Zakowski vom Standort Niederzissen die Geschäfte von Zakspeed. Seit 2009 hat er sich im Wesentlichen auf die Beratung sowohl in der Automotive- als auch in der Motorsportbranche konzentriert.
Der Rennteamstandort samt Einrichtung wurde teilweise vermietet. Zakspeed ist heute als Beratungsunternehmen tätig und betreibt unter anderem auch klassischen Motorsport sowie einen Restaurations- und Aufbaubetrieb von historischen Automobilen.